# Afaia

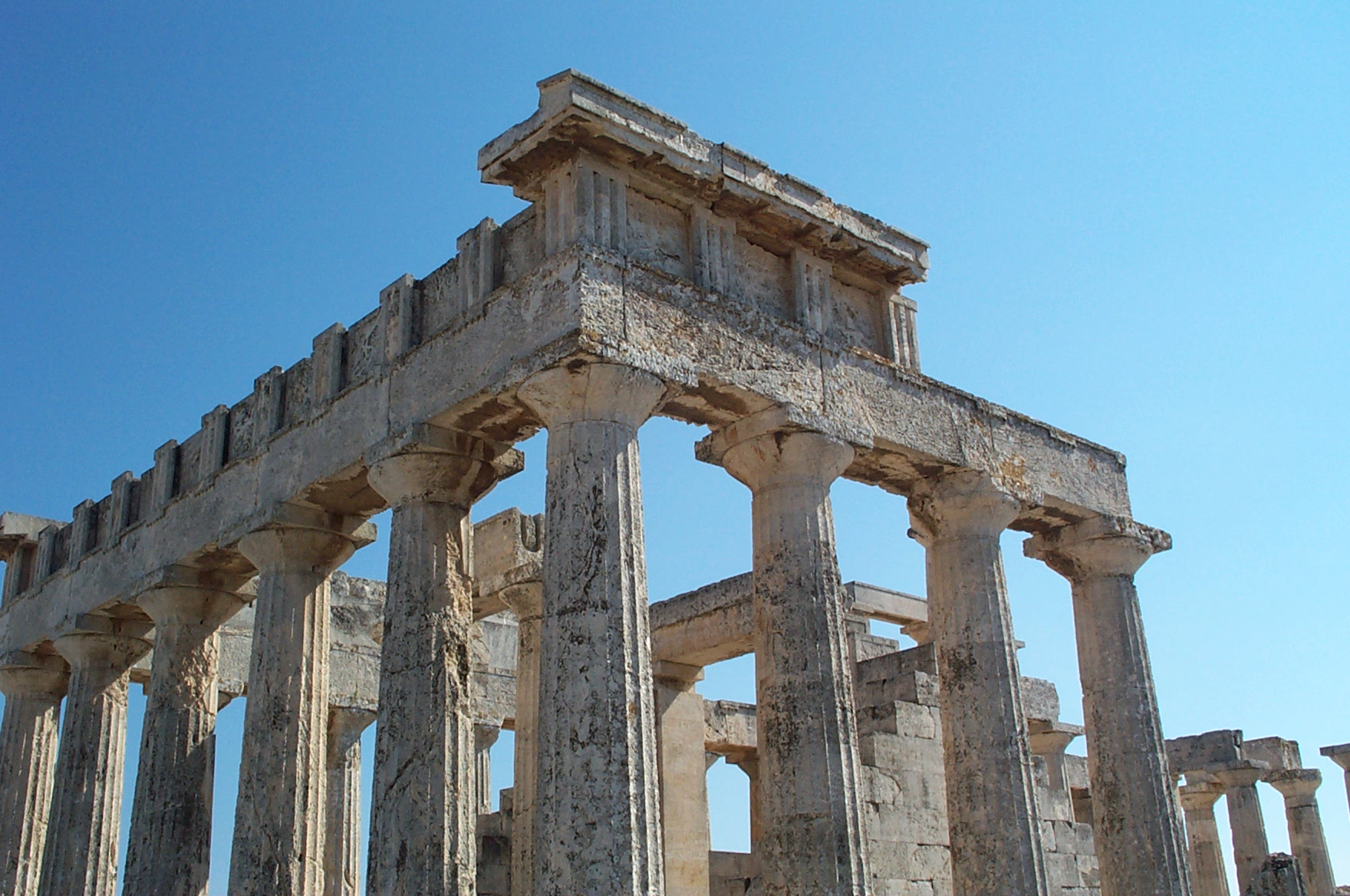
Temple d'Afea a l'illa d'Egina.

En la mitologia grega Afaia o Afea (en grec Ἀφαία, "sense llum") era una deessa grega de la llum, filla de Leto i per tant, germanastra d'Apol·lo i Àrtemis.
Fou venerada únicament al santuari de l'illa d'Egina, al Golf Sarònic. Se li atribueix la invenció de les xarxes per a la caça i la pesca.
Era molt bella, per això fou perseguida pels homes, entre ells, el rei Minos, de qui intentà escapar llançant-se al mar. D'allà fou recollida a les xarxes d'un pescador egineta que s'enamorà d'ella. Britomartis feu cridar la seva germanastra i protectora que la feu desaparèixer: es feu Afaia, la "sense llum o invisible". El temple en honor seu va ser construït al lloc de la seva desaparició.
Se la coneixia ja des de temps tan antics com el segle xiv aC com una deïtat local associada amb la fertilitat i el cicle agrícola. Sota l'hegemonia atenesa, arribà a ser identificada amb les deesses Atena i Àrtemis i també amb la nimfa cretenca Britomartis. Al segle ii aC el viatger i geògraf Pausànias escrigué:
| «                                          | A Egina, anant cap al mont de Zeus Panhel·lè, es troba el santuari d'Afaia, a qui també Píndar compongué una oda a instàncies dels eginetes. Els cretencs (perquè els mites sobre Afaia provenen de Creta) diuen que Eubuleu era fill de Carmanor, que purificà Apol·lo de la matança de la Pitó, i diuen que Britomartis era la filla de Zeus i de Carme, filla d'Eubuleu. Va gaudir de les curses i de la caça i era particularment estimada per Àrtemis. Mentre fugia de Minos, que la desitjava, es transformà a si mateixa en un motlle de xarxa per pescar. Àrtemis la feu deessa, i no només els cretencs, sinó també els eginetes la reverenciaven. Els eginetes diuen que Britomartis se'ls mostrà a la seva illa. El seu epítet entre els eginetes és Afaia i Dictina ["pescadora amb xarxa"] a Creta. | » |
| — Pausànias: Descripció de Grècia, II.30.3 | |   |